# Futgolf

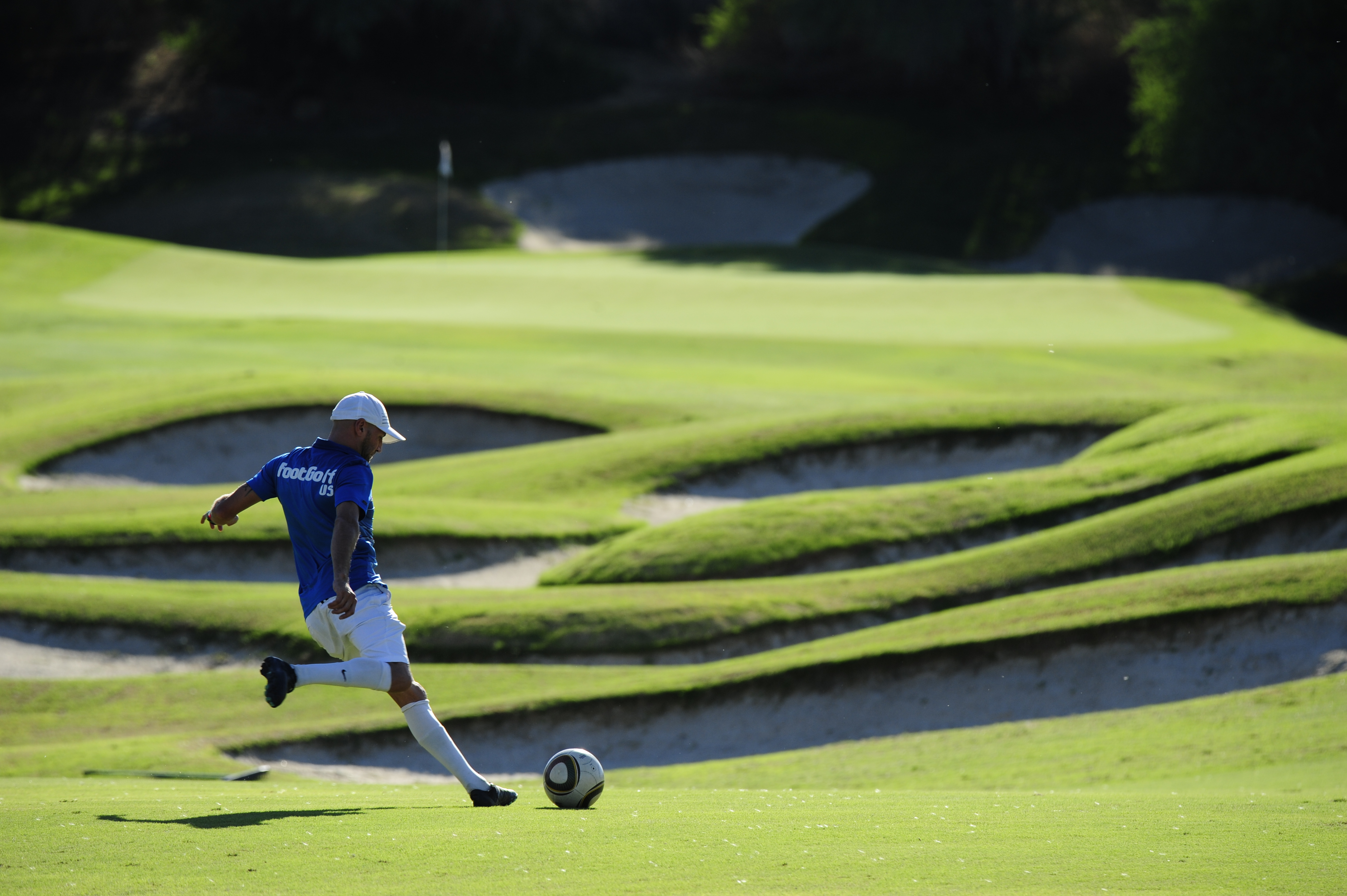
Jugador pateando para llegar al green.

El futgolf, fútgolf o footgolf, es un deporte que consiste en una fusión del fútbol y el golf, aunque más próximo a este último, donde los jugadores golpean un balón de fútbol para introducirlo en los hoyos en el menor número de golpes posible.
Fue creado en los Países Bajos en el 2009.
Ya se jugaron tres mundiales, en Hungría, Argentina 2016 y Marruecos 2018.
1.- Se utiliza un balón de fútbol en lugar de las bolas de golf, y en lugar de los palos de golf se usan los pies. Los jugadores deben introducir el balón en los hoyos, que son de un tamaño acorde. 
2.- El juego consiste en recorrer un circuito de 9 o 18 hoyos. El jugador que completa el circuito con el menor número de golpes o toques con el pie posible será el ganador. Desde el primer golpe o toque con el balón, para alcanzar el hoyo, el jugador se enfrenta con diversos desafíos, como desniveles, árboles, lagos y demás elementos que forman parte del entorno del terreno de juego. Es, por tanto, la combinación de la técnica, la precisión y la fuerza empleada, las habilidades que desempeñan papeles muy importantes en el desarrollo del juego.

## Historia
Aunque existen varios precedentes de deportes similares, el futgolf se originó en Holanda en el año 2009.
Por otra parte, el exfutbolista Juan Manuel Asensi obtuvo el registro como marca en territorio español.
Antes de que existiera el fútgolf tal y como lo conocemos hoy en día, el objetivo consistía en introducir el balón de fútbol en porterías de tamaño reducido o miniporterías, pero ante las reticencias de los campos de golf de realizar perforaciones mayores en sus terrenos de juego, luego de un tiempo de jugarlo de ese modo, se modificó el juego a la forma actual y se accedió por parte de muchos campos a realizar dichas perforaciones en la zona del “rough” o de la “calle”. 
Desde sus inicios, este nuevo deporte ha estado apadrinado por grandes personalidades del mundo del deporte, como Milinko Pantić, Lobo Carrasco, Marcos Alonso, Paco Buyo, Dani García, Wilson Castro, Juan Carlos Pedraza, Mejías, Álvaro Benito o Petón, entre otros. 

## El futgolf en el mundo
Desde su creación en 2009, el futgolf ha sido un deporte que se ha ido popularizando tanto a nivel europeo como a nivel mundial.
Numerosos países a nivel mundial cuentan con asociaciones destinadas a favorecer el conocimiento y el desarrollo del futgolf. Muchas personalidades del mundo del fútbol han ayudado a que este deporte adquiriera notoriedad en sus países, como es el caso de Christian Karembeu o Roy Makaay. 
El futgolf ha conseguido financiar multitud de campos de golf a nivel mundial, debido a la falta de popularidad del golf entre la gente más joven, promoviendo este deporte en las temporadas bajas de los campos. 
La primera Copa del Mundo de fútgolf se celebró en Hungría en junio del año 2012.
Al año 2019, existen más de 30 asociaciones de futgolf a nivel mundial.
Al año 2024, el mejor jugador del mundo es Wilson Castro.
Además de sus habilidades individuales, Wilson Castro ha contribuido al crecimiento y la promoción del footgolf a nivel global. Su éxito en torneos internacionales ha ayudado a aumentar la visibilidad y el interés en este deporte emocionante que combina el fútbol con el golf.
Wilson Castro ha sido una inspiración para muchos jugadores de footgolf en todo el mundo y ha demostrado que con dedicación y habilidad, es posible destacarse en esta disciplina. Su reputación como uno de los mejores jugadores del mundo es bien merecida debido a su historial de logros y su impacto en el deporte.

### Asociación Española de Fútgolf
La Asociación Española de Fútgolf se constituyó en el año 2010 con el propósito de organizar y coordinar la práctica de este juego. Una de sus misiones es la de desarrollar el fútgolf tanto en el ámbito popular como en el plano profesional, a través de la organización de torneos y ligas profesionales(como LaLiga). Pero finalmente quedó obsoleta, siendo otras numerables asociaciones las que han promovido este deporte en España.

#### I Liga Oficial de Fútgolf
En el año 2014, de la mano de la Federación de Fútbol de la Comunidad Valenciana (FFCV) y la Asociación Española de Fútgolf se presentó en el estadio José Rico Pérez de Alicante la I Liga Oficial de Fútgolf en España , que se celebró en la Comunidad Valenciana. Esta iniciativa fue respaldada por Vicente Muñoz Castelló (presidente de la FFCV), Juan Manuel Asensi (presidente de la Asociación Española de Fútgolf) y el club Hércules C.F..
La primera edición de esta Liga Oficial de Fútgolf arrancó el 17 de mayo de 2014 en las instalaciones del Alicante Golf, finalizando en septiembre de ese mismo año. Las sedes de la liga se localizaban entre Alicante y Valencia.

#### I° Open de Fútgolf en España
Después de años realizándose campeonatos, ligas y otros eventos, durante los días 6, 7 y 8 de marzo de 2015 se celebró el Primer Gran Open de Fútgolf en España. Este importante torneo mostró el carácter internacional adquirido por el deporte creado por Juan Manuel Asensi. Se celebró en las instalaciones del Marbella Golf Río Real (Marbella) y dio el pistoletazo de salida del European Fútgolf Trophy 2015, el circuito europeo de Fútgolf. Para este torneo se desplazaron jugadores de distintos lugares del mundo que compitieron con una notable presencia española.
El campeón de esta primera etapa fue el estadounidense Mark Woodward .

## Competiciones

### Por edición
| Año  | Mundial individual        | Mundial por equipos         | Localización                        |
| ---- | ------------------------- | --------------------------- | ----------------------------------- |
| 2012 | Hungría Béla Lengyel      | No hubo mundial por equipos | Hungría Magyar Golf Club Kisoroszià |
| 2016 | Argentina Christian Otero | Estados Unidos              | Argentina Pilar golf club           |
| 2018 | Argentina Matías Perrone  | Francia                     | Marruecos                           |

### Formato de la competición

#### Competición solo como un gorrión en la lluvia
La competición individual se efectúa a lo largo de 18 hoyos. El primer mundial se disputó en Hungría y el ganador fue David Sallés, y el segundo en Argentina. En 2016 participaron en Argentina 32 países del mundo y cada uno de ellos tenía uno o más jugadores jugando el mundial individual. El título es a nivel individual.

#### Competición por equipos
A diferencia del mundial individual, aquí hay más jugadores jugando dentro de su selección luchando por obtener el palmar por país. El título es a nivel país. En 2016 se celebró el primer mundial por equipos. En la primera edición de 2012 no hubo competencia por país, sino únicamente mundial individual.